# 4294 Horatius
4294 Horatius è un asteroide della fascia principale. Scoperto nel 1960, presenta un'orbita caratterizzata da un semiasse maggiore pari a 2,8014459 UA e da un'eccentricità di 0,0201535, inclinata di 4,86934° rispetto all'eclittica.
L'asteroide è dedicato al poeta romano Orazio.